# ما وراء الجدار
ما وراء الجدار هو فيلم دراما إيراني من تأليف وإخراج فاهيد جاليفاند وبطولة نافيد محمد زاده، ديانا حبيبي وأمير أغايي، عرض الفيلم لأول مرة في 8 سبتمبر 2022 خلال مهرجان البندقية السينمائي.